# Donji kosi mišić
Donji kosi mišić (lat. musculus obliquus inferior) parni je mišić glave koji je smješten unutar očne šupljine i spada u pomoćne strukture oka. Zajedno s gornjim ravnim mišićem on čini grupu kosih mišića očne jabučice.
Pripaja se na dnu očne šupljine (dio gornje čeljusti), u blizini donjeg dijela jamice suzne vrećice. Odatle se pruža koso prema natrag i u stranu (lateralno) ispod očne jabučice i pričvršćuje se na njenom donjem vanjskom kvadrantu.
Mišić je inerviran okulomotornim živcem, a osnovna funkcija mu je pokretanje oka prema gore i istovremena rotacija prema van (lateralno).